# Lange Linschoten (buurtschap)
Lange Linschoten is een buurtschap behorende tot de gemeente Oudewater in de provincie Utrecht. Het ligt aan de rivier de Lange Linschoten tussen Oudewater en Linschoten. Binnen Lange Linschoten werden Noord-Linschoten en Zuid-Linschoten onderscheiden.
De hoge heerlijkheden Lange Linschoten en Snelrewaard behoorden tot het gewest Holland. Beide heerlijkheden hadden dezelfde eigenaar, welke ook de heerlijkheid Hekendorp bezat. 
Op 1 januari 1812 werden Lange Linschoten en Snelrewaard bij de Utrechtse gemeente Linschoten gevoegd. Omdat vervolgens de oude provinciegrenzen werden hersteld, bestond van 19 september 1814 tot 1 april 1817 de vreemde situatie dat de gemeente Linschoten in twee provincies lag. Op 1 januari 1818 gingen Snelrewaard en Lange Linschoten samen de nieuwe gemeente Snelrewaard vormen. Per 1 januari 1989 werd Lange Linschoten samen met het grootste deel van Snelrewaard bij Oudewater gevoegd.
Stad: Oudewater       Dorpen: Hekendorp · Papekop

Buurtschappen: Diemerbroek · Goejanverwelle · Hoenkoop · Lange Linschoten · Ruigeweide · Snelrewaard · Tappersheul · Vliet · Willeskop

Utrecht · Plaatsen in de provincie      Nederland · Provincies · Gemeenten